# Morton DaCosta
Morton DaCosta (Filadelfia, 7 marzo 1914 – Danbury, 29 gennaio 1989) è stato un regista, sceneggiatore e attore statunitense.

## Filmografia

### Regista
- La signora mia zia (Auntie Mame) (1958)
- Capobanda (The Music Man) (1962)
- L'isola dell'amore (Island of Love) (1963)

## Spettacoli teatrali
- The Music Man, regia di Morton DaCosta (Broadway, 19 dicembre 1957 - 15 aprile 1961)